# Distrito de Jehanabad
Jehanabad (en bihari; जहानाबाद जिला) es un distrito de India en el estado de Bihar. Código ISO: IN.BR.JE.
Comprende una superficie de 1 569 km².
El centro administrativo es la ciudad de Jehanabad. Dentro del distrito se encuentra la localidad de Kako.

## Demografía
Según censo 2011 contaba con una población total de 635 022 habitantes.